# Cattolici tradizionalisti

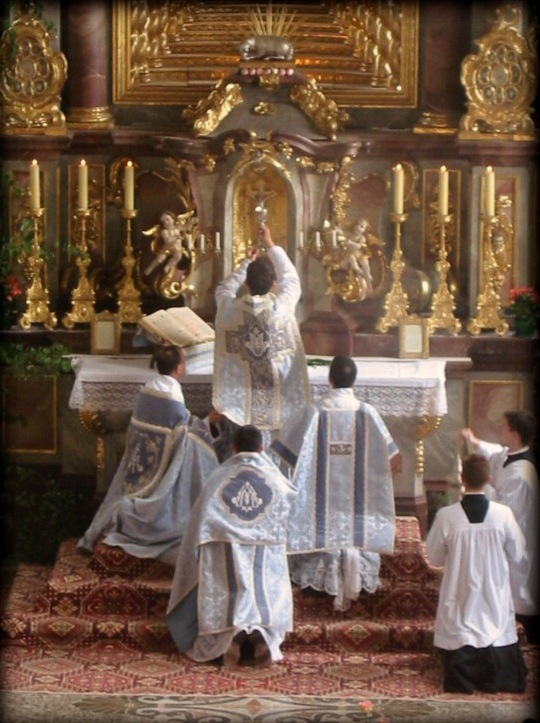
Celebrante, diacono, suddiacono, cerimoniere e accoliti in una messa solenne

I cattolici tradizionalisti sono una parte minoritaria di cattolici che professano la dottrina e prassi della Chiesa cattolica in una forma in uso prima del Concilio Vaticano II (1962-1965), deplorando gli aggiornamenti successivi. Aderiscono alla dottrina cattolica come è esposta nel Catechismo di Pio X e praticano determinate devozioni pubbliche e private; tutti i cattolici tradizionalisti celebrano la Messa tridentina, cioè la Messa che era in vigore in tutta la Chiesa cattolica di rito romano precedentemente alla riforma liturgica iniziata dopo Concilio Vaticano II. La maggior parte di questi cattolici utilizza il Messale Romano tradizionale dell'ultima edizione ufficiale (Editio Typica) pubblicata prima del concilio, cioè quella promulgata da papa Giovanni XXIII nell'anno 1962; alcune comunità utilizzano edizioni antecedenti del messale.

## Terminologia
I cattolici tradizionalisti preferiscono definirsi semplicemente "cattolici", rifacendosi alla lettera apostolica di papa Pio X Notre charge apostolique del 1910, la quale afferma che "I veri amici del popolo non sono né rivoluzionari, né novatori, ma tradizionalisti"

## Atteggiamento verso il Concilio Vaticano II

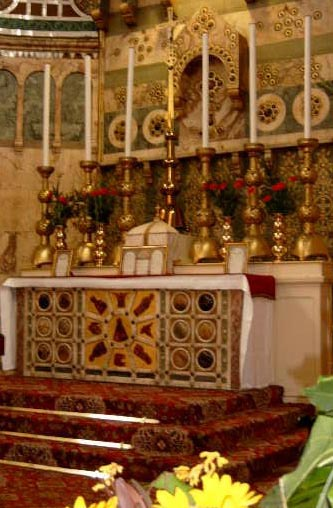
Altare preparato per la celebrazione di una messa tridentina (con carteglorie)

Cesar Andrade Alves osserva che, mentre l'interpretazione della dottrina del Concilio Vaticano II secondo un'"ermeneutica della discontinuità e della rottura" porta l'ala progressista a stimare negativamente la Chiesa preconciliare e ad attribuire valore positivo a quella postconciliare, "anche l'estremo che si manifesta presso i tradizionalisti adopera effettivamente una ermeneutica della rottura. Nel suo giudizio sul Vaticano II, il tradizionalismo attribuisce valore solamente al tempo preconciliare; i papi da Giovanni XXIII in poi, il Concilio Vaticano II stesso e la Chiesa posteriore vengono negativamente valutati come rovesciamento dei valori di prima e quindi come rottura riguardo alla Tradizione della Chiesa".
Certi tradizionalisti avanzano sospetti di modernismo nei confronti della Chiesa cattolica contemporanea, uscita dal concilio Vaticano II. Tale dottrina (cioè il modernismo) è stata ufficialmente condannata dall'enciclica Pascendi Dominici gregis del 1907 di papa Pio X, ma secondo essi è stata in buona parte accolta nella "Chiesa del Vaticano II", che sotto papa Paolo VI si è aperta ad esso. Alcuni obiettano che la Chiesa cattolica dopo il Concilio Vaticano II abbia assunto caratteristiche nuove o abbia perduto la sua identità e parlano di una «Chiesa conciliare», intendendo che il modernismo si sia infiltrato come eresia interna nella Chiesa o anche che la Chiesa conciliare sia una realtà diversa dalla Chiesa cattolica.
Papa Francesco ha affermato il 19 maggio 2022 che «Il restaurazionismo è arrivato a imbavagliare il Concilio. Il numero di gruppi di «restauratori» [...] è impressionante. [...] Non hanno mai accettato il concilio Vaticano II. Il problema è proprio questo: che in molti contesti questo concilio non è stato accettato. È anche vero che talvolta ci vuole un secolo prima che un Concilio si radichi. Avremmo dunque ancora quarant'anni per farlo attecchire». Ha aggiunto alla fine dell'incontro che «il problema di molta Chiesa contemporanea è proprio la non accettazione del Concilio».

## Correnti tradizionaliste
Il movimento tradizionalista è variegato e comprende diverse correnti e posizioni. La maggior parte dei tradizionalisti mantiene la comunione con la Chiesa cattolica, anche se in modo molto spesso critico, mentre altri se ne sono distaccati e non riconoscono i papi dopo Pio XII. Pur essendo attualmente parte minoritaria all'interno della compagine cattolica, il mondo tradizionalista (e conservatore in generale) è numericamente e percentualmente in notevole aumento, particolarmente nei paesi anglosassoni (Stati Uniti e Regno Unito) e in Francia, dove l'uso del messale del 1962 si è ampiamente diffuso anche nelle diocesi e nelle parrocchie, soprattutto a partire dalla sua liberalizzazione avvenuta nel 2007 per volontà di Benedetto XVI (motu proprio Summorum Pontificum).

### Tradizionalisti in comunione con la Chiesa cattolica
Gran parte dei gruppi cattolici tradizionalisti è pienamente integrata nella Chiesa cattolica e riconosciuti dalla Santa Sede. In passato questi gruppi sono stati indicati come "indultisti", in riferimento agli indulti di Giovanni Paolo II Quattuor abhinc annos del 1984 ed Ecclesia Dei del 1988, a partire dalla pubblicazione del motu proprio Summorum Pontificum di Benedetto XVI del 2007 sono detti anche "motu-propristi" o semplicemente cattolici Summorum Pontificum. Questi cattolici formalmente non rifiutano il Concilio Vaticano II, ma lo interpretano e applicano, teologicamente e pastoralmente, secondo una linea di continuità con la tradizione costante e ininterrotta della Chiesa e di tutti i precedenti concili ecumenici. Essi dunque accolgono sia il Codice di Diritto Canonico promulgato da Giovanni Paolo II nel 1983, sia il Catechismo della Chiesa Cattolica approvato dallo stesso Pontefice nel 1992.
Il Dicastero per gli istituti di vita consacrata e le società di vita apostolica si occupa di varie congregazioni religiose e sacerdotali, pienamente integrate nella Chiesa cattolica e riconosciuti dalla Santa Sede e legate in modo esclusivo alla liturgia tridentina, fra cui i più noti sono:
- Fraternità sacerdotale San Pietro
- Fraternità San Vincenzo Ferrer
- Servi di Gesù e Maria
- Istituto di Cristo Re Sommo Sacerdote
- Istituto del Buon Pastore
- Figli del Santissimo Redentore
- Frati francescani dell'Immacolata
- Amministrazione apostolica personale San Giovanni Maria Vianney

Dopo il 2007, molti sacerdoti e religiosi legati alla tradizione sono diocesani o appartenenti alle normali congregazioni, che hanno adottato il rito romano antico in aggiunta alla messa Novus ordo: vengono chiamati impropriamente "biritualisti", o secondo la distinzione contenuta in Summorum Pontificum tra forma ordinaria e forma extraordinaria del rito romano, "biformalisti".

### Tradizionalisti in dissenso con le autorità della Chiesa cattolica
Un'altra parte di cattolici disconosce totalmente le dottrine insegnate nel Concilio Vaticano II, ritenute in contrasto con la tradizione ecclesiastica, e i loro sacerdoti rifiutano l'incardinazione canonica.

#### Lefebvriani
La comunità tradizionalista più conosciuta, fondata dall'arcivescovo francese Marcel Lefebvre è ufficialmente nota come Fraternità sacerdotale San Pio X (FSSPX).
L'Unione sacerdotale Marcel Lefebvre (USML) è nata intorno al vescovo Richard Williamson dai membri scissionisti della Fraternità, che presero le distanze da Bernard Fellay della FSSPX, a causa della proposta di un eventuale accordo canonico con la Santa Sede.

#### Sedevacantisti
Sono noti come sedevacantisti i cattolici tradizionalisti che sostengono che l'ultimo papa sia stato Pio XII, morto nel 1958 prima dell'evento del Concilio Vaticano II; i suoi successori, a partire da Giovanni XXIII e Paolo VI, avendo sostenuto pubblicamente dottrine eretiche, in passato condannate infallibilmente dalla Chiesa, in base al principio di non contraddizione non possono godere dell'infallibilità pontificia e quindi non possono essere veri papi. I sedevacantisti, dunque, non negano l'autorità pontificia come principio, ma negano che gli ultimi papi ne siano investiti.
All'interno dei sedevacantisti è possibile distinguere due posizioni. Da una parte, i cosiddetti sedevacantisti simpliciter affermano che attualmente non vi sia alcun papa.
Dall'altra i sedevacantisti tesisti sostengono la tesi di Cassiciacum, elaborata dal vescovo e teologo domenicano Michel Guérard des Lauriers, secondo cui i papi dal Concilio Vaticano II in poi sono tali solo materialiter ma non anche formaliter. Tale posizione viene definita da alcuni sedeprivazionisti in quanto considera i papi privi di autorità. La Tesi di Cassiciacum è condivisa dall'Istituto Mater Boni Consilii.

## Pratiche

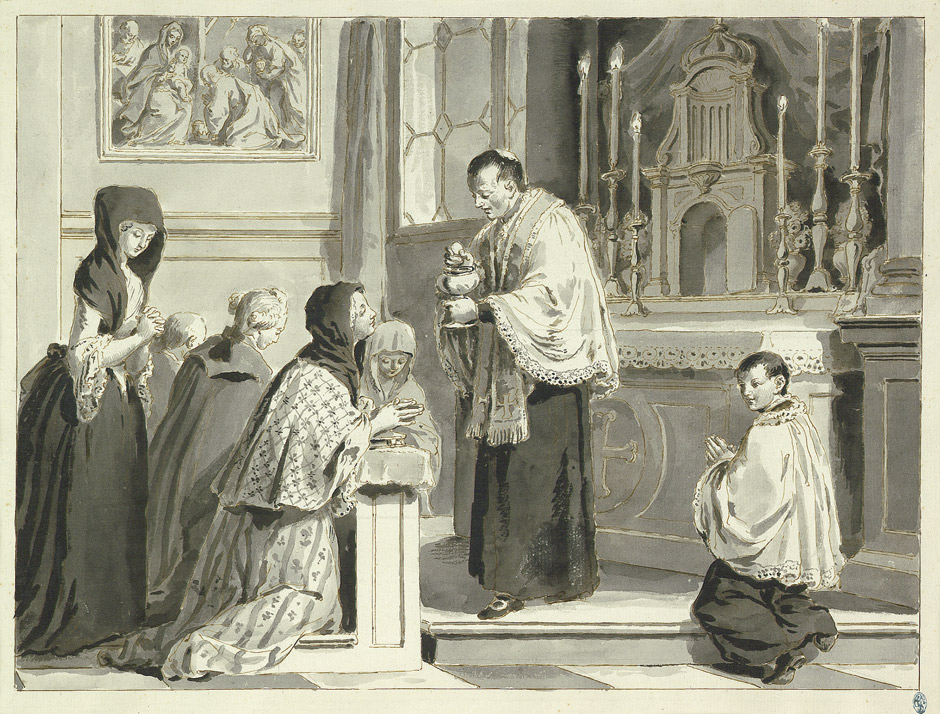
Prima del Concilio Vaticano II era normale ricevere la Santa Comunione fuori della messa

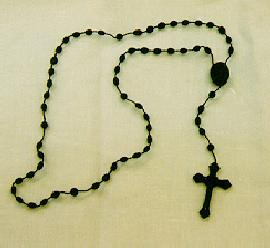
Il rosario

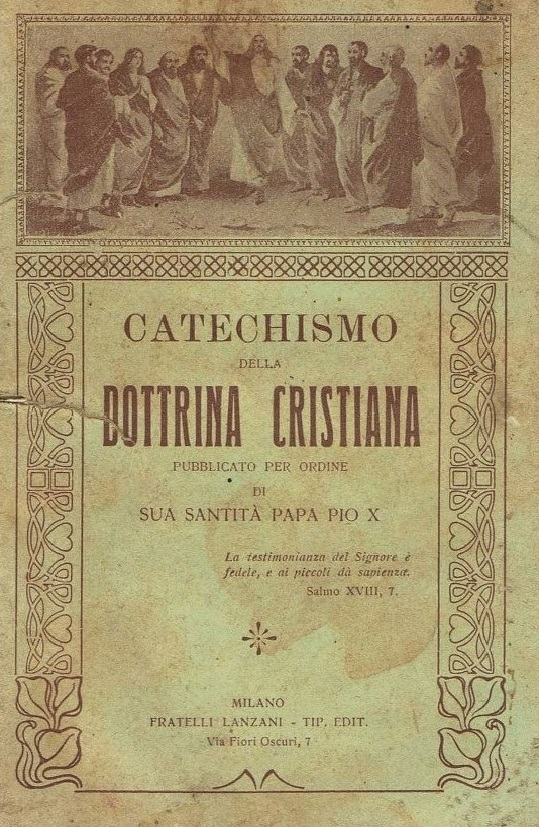
Il Catechismo della Dottrina Cristiana di papa Pio X

### Liturgia
La pratica più conosciuta e caratterizzante dei tradizionalisti è la messa tridentina, in latino, detta anche "messa di San Pio V" (Benedetto XVI, nel Motu Proprio "Summorum Pontificum" del 2007, aveva coniato l'espressione "forma straordinaria" del rito romano). A partire dal 2021, per decisione di papa Francesco, la celebrazione di questa messa, secondo il testo contenuto nel Messale Romano pubblicato nel 1962 dal papa Giovanni XXIII (l'ultima edizione prima del Concilio Vaticano II), può essere autorizzata in una determinata diocesi unicamente dal vescovo diocesano. Francesco, infatti, ha abolito la liberalizzazione della messa tradizionale stabilita nel 2007 da Benedetto XVI, con il Motu Proprio "Traditionis Custodes".
Tuttora, la maggior parte dei gruppi cattolici tradizionalisti, si rifà all'edizione del 1962 e osserva il calendario liturgico in essa indicato. Altri, minoritariamente, usano le rubriche anteriori e/o le edizioni precedenti del messale romano (ad esempio l'Editio Typica del 1920, decretata da Benedetto XV).
Soprattutto i sedeprivazionisti e sedevacantisti, che disconoscono il papato di Giovanni XXIII, non accettano l'edizione del Messale Romano del 1962 ma quella precedente del 1920, né menzionano il nome del papa nel canone (non una cum).
I tradizionalisti più zelanti seguono pratiche di pietà tradizionale, quali l'astinenza dalle carni tutti i venerdì dell'anno, anche dove la conferenza episcopale locale (in conformità con il Codice di Diritto Canonico del 1983), come in Italia, ha stabilito tale obbligo per i fedeli nei soli giorni del mercoledì delle Ceneri e del venerdì santo.
Un'altra pratica diffusa tra i cattolici tradizionalisti più scrupolosi è il digiuno eucaristico dalla mezzanotte precedente prima di ricevere la Comunione, come era la norma prima del 1953, o almeno il digiuno di tre ore permesso in quell'anno dal papa Pio XII; meno diffuso è invece il digiuno di almeno un'ora in vigore dal 1964.
Per i tradizionalisti è obbligatorio ricevere la Comunione da inginocchiati; l'osservanza della norma dettata da san Paolo circa l'obbligo per le donne di indossare un copricapo cristiano (preferibilmente, un velo) durante la Messa o, quanto meno, al momento di ricevere la comunione, è invece facoltativa.

### Altre pratiche
Pie pratiche quotidiane comuni ai cattolici tradizionalisti, spesso poco osservate invece dai cattolici moderni, sono le preghiere del mattino, della sera e la recita del santo rosario e della Via Crucis, e lettura di libri spirituali.
Presso i tradizionalisti di tutte le tendenze sono tenuti in grande onore gli Esercizi spirituali di Ignazio di Loyola, in particolare nella forma "condensata", elaborata nel XX secolo da padre Francisco de Paula Vallet.

## Pubblicazioni
C'è il trimestrale in italiano della Fraternità sacerdotale San Pio X, La Tradizione Cattolica. Negli Stati Uniti appare in lingua inglese il quindicinale indipendente The Remnant. Presso i sedeprivazionisti è presente la rivista Sodalitium nelle principali lingue. Una delle riviste conservatrici è Chiesa viva, disponibile nelle principali lingue del mondo, fondata da don Luigi Villa.

## Relazioni con la Santa Sede
La Santa Sede considera scismatici i sedevacantisti, cioè coloro che non riconoscono l'autorità del papa (o, meglio, di tutti i pontefici successivi a Pio XII), e considerano in una situazione canonica irregolare i lefebvriani, che si trovano de facto in una situazione di comunione non piena con la Santa Sede, a causa dell'ostinato rifiuto di incardinazione dei sacerdoti nelle diocesi.
La Fraternità, infatti, benché a parole riconosca l'autorità del papa (citando ad esempio il suo nome nelle messe celebrate dai suoi sacerdoti) non aderisce alle normali vie canoniche comandate dalla Santa Sede, che non riconosce la legittimità della fraternità di San Pio X, ma anzi vorrebbe che i sacerdoti aderissero al normale cursus canonico di incardinazione nelle diocesi.
Camille Perl afferma dal canto suo che coloro che partecipano alla Messa tridentina nelle chiese o cappelle della Fraternità sacerdotale San Pio X non solo non cadono in stato di scomunica (peraltro revocata anche ai suoi vescovi nel 2009), ma assolvono il precetto domenicale se l'intenzione dei fedeli è solo quella di assistere a una messa tridentina e non quella di manifestare il desiderio di separarsi dalla comunione con il Romano Pontefice. Tuttavia, in genere, ai fedeli è vivamente raccomandato di prendere parte soltanto a celebrazioni regolarmente in Comunione e approvate dal Vescovo ordinario della Diocesi.
Nel 2009 papa Benedetto XVI, dopo aver revocato la scomunica inflitta da Giovanni Paolo II nel 1988 a causa della consacrazione episcopale illegittima di 4 vescovi, ha avviato colloqui dottrinali con la stessa, che nell'intenzione del Pontefice avrebbero dovuto portare nel lungo periodo a una normalizzazione giuridica e canonica della situazione.
Il 16 maggio 2007, quando ancora non era stata revocata la scomunica ai lefebvriani, parlando alla Quinta Conferenza Generale dei Vescovi d'America Latina e dei Caraibi, il cardinale Darío Castrillón Hoyos presentò la Commissione Ecclesia Dei, allora da lui presieduta, per la cura di quei tradizionalisti, i quali, pur scontenti delle riforme del Concilio Vaticano II, si vogliono separare dalla Fraternità Sacerdotale San Pio X «perché essi non accettano la sua azione scismatica, in quanto ordina vescovi senza l'autorizzazione papale». Aggiunse anche che al momento l'attività della Commissione non è limitata al servizio e nemmeno agli "sforzi intrapresi per porre fine alla situazione spiacevole di scisma e assicurare il ritorno dei fratelli appartenenti alla Società San Pio X alla piena comunione. Si estende anche al soddisfacimento delle aspirazioni delle persone non legate ai suddetti gruppi che, data la loro specifica sensibilità, vogliono tenere vivo il rito romano antico per la celebrazione dell'eucaristia e degli altri sacramenti.
Disse inoltre che papa Benedetto XVI, che fu per anni membro della Commissione, voleva che questa diventasse un organo della Santa Sede per la specifica proposta di mantenere e preservare il valore della tradizione del rito romano antico. Aggiunse il commento: «Ma deve essere chiaro che non si ritorna indietro rispetto alle riforme del 1970. La questione è piuttosto una generosa offerta del Vicario di Cristo, come una sua espressione del suo volere pastorale, di mantenere in vita il rito romano antico che per secoli nutrì la vita spirituale di molte generazioni di fedeli. Il Santo Padre vuole preservare l'immenso tesoro spirituale, culturale ed estetico legato all'antica liturgia. Il recupero di queste ricchezze va insieme alle altre preziose ricchezze della liturgia attuale».
L'Istituto Mater Boni Consilii non riconosce il papa come legittima autorità, per cui il suo nome, e anche quello del vescovo locale, vengono omessi nel canone della messa di San Pio V celebrate dai loro sacerdoti.

### Petizione di Agatha Christie
Non appena entrò in vigore la riforma liturgica, in Gran Bretagna cinquantasette intellettuali, non solo cattolici ma anche protestanti (tra questi spiccava il nome di Agatha Christie), ebrei e atei, sottoscrissero un petizione volta a mantenere l'uso della liturgia tridentina, dato il grande valore lirico e culturale della stessa, quanto meno per i funerali. Il papa Paolo VI concesse ai vescovi inglesi e gallesi l'autorizzazione di permettere a favore di determinati gruppi e in occasioni speciali l'uso del Messale Romano nella forma del 1962, permesso esteso anche alla celebrazione dei funerali; il provvedimento che lo concesse era popolarmente conosciuto come l'indulto di Agatha Christie ed è stato superato, dal 7 luglio 2007 al 16 luglio 2021, dal motu proprio Summorum Pontificum del papa Benedetto XVI, che permetteva l'uso del Messale Romano del 1962 senza dovere ricorrere all'Ordinario locale. Simili iniziative in altri paesi, tra i quali l'Italia (tra coloro che firmarono la relativa petizione, si ricordano il latinista Ettore Paratore, il filosofo Augusto Del Noce, la poetessa e scrittrice Cristina Campo e il filosofo e teologo Romano Amerio) ebbero minor fortuna.

## Critiche proferite da alcuni tradizionalisti

### Liturgiche

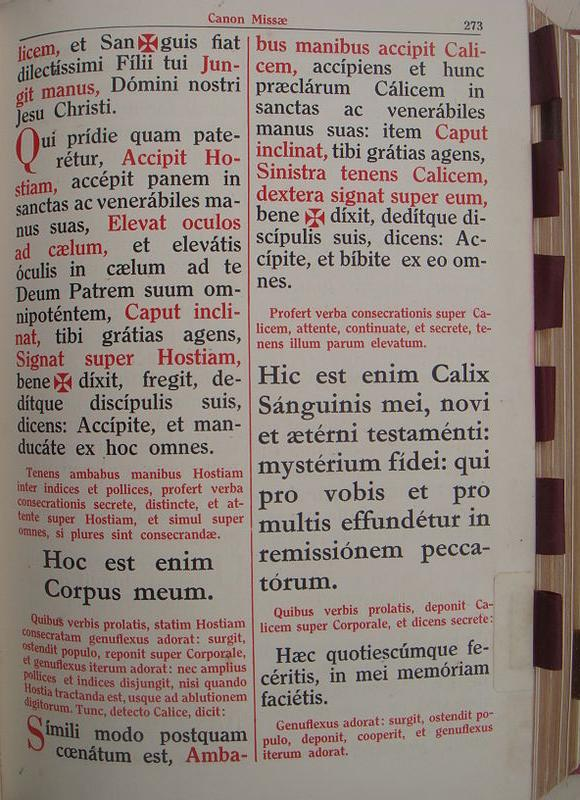
Pagina in latino di un messale del 1956 (conforme all'edizione tipica 1920, non a quella 1962) con il testo della consacrazione del pane e del vino nel canone della messa

- Principalmente e fondamentalmente si muovono critiche alla dottrina pastorale promossa dal Concilio Vaticano II, ma gli effetti più evidenti riguardano la riforma liturgica[39] che seguì, in particolare la sostituzione della Messa (Messa tridentina in lingua latina, detta anche Messa di San Pio V) con la cosiddetta Novus Ordo Missae in lingua vernacolare, diversamente strutturata, anche nelle formule, con molte aggiunte, omissioni e sostituzioni rispetto all'anteriore liturgia (per esempio, l'"Offertorio" sostituito con la "Presentazione dei doni", tre nuove preghiere eucaristiche in aggiunta al Canone romano recitato a voce alta, con il celebrante rivolto verso il popolo a un altare da loro chiamato "tavolo",[40] celebrando – essi dicono – un memoriale o ricordo in modo da diminuire la presenza reale dell'eucaristia e dandone l'aspetto di una cena fraterna[41]; alla commissione Consilium ad exsequendam Constitutionem de Sacra Liturgia era segretario Annibale Bugnini;[42] come osservatori alla redazione della nuova messa erano presenti dei pastori protestanti su invito di Paolo VI, la cui intenzione sarebbe di realizzarla in chiave ecumenica[43][44][45][46]. Max Thurian, della Comunità di Taizé, affermò: «Uno dei frutti del nuovo Ordo sarà forse che le comunità non cattoliche potranno celebrare la santa cena con le stesse preghiere della Chiesa cattolica. Teologicamente è possibile»[47]. Tale realizzazione del Novus Ordo Missae sarebbe contrario alle direttive del Concilio di Trento e alla bolla pontificia Quo primum tempore di papa San Pio V, la quale vieta in perpetuo di apportare modifiche al messale romano[48].

Valutazione della validità della nuova messa delle correnti tradizionaliste:
- Il vescovo Marcel Lefebvre, fondatore della Fraternità sacerdotale San Pio X, afferma che la nuova messa non è invalida, ma «essa conduce lentamente all'eresia».
- I sedevacantisti definiscono la nuova messa invalida.
- Anche i sedeprivazionisti pensano sia invalido il Novus Ordo Missae.

### Altre
- Genericamente presso i tradizionalisti fanno una similitudine fra il Concilio Vaticano II e la rivoluzione francese con i motti di Liberté, Égalité, Fraternité[55].
- Si critica la libertà religiosa com'è definita nella dichiarazione Dignitatis Humanae del 7 dicembre 1965, in cui appare come diritto (e non come, al massimo, concessione) la libertà religiosa in foro esterno[56]: concetto che il magistero precedente, aveva sempre unanimemente condannato.
- Il contenuto dei nuovi catechismi viene giudicato in ambito tradizionalista in contraddizione con l'insegnamento precedente[57][58].
- Viene criticata la facoltà data ai cattolici di procedere alla pratica della cremazione contro la tradizione cristiana di seppellire i morti[59][60][61][62][63][64][65][66][67][68].
- Vengono criticate le visite all'ONU, considerata un'organizzazione di matrice massonica, con la visita al salone delle religioni considerato «vero tempio massonico»[69].
- Viene criticato l'abbandono della tiara che simboleggia il potere temporale papale[69].
- Viene criticata l'arte religiosa moderna[70][71][72][73][74].
- Viene criticato l'abito borghese al posto del talare dei preti[75].
- Viene criticato di aver reso facoltativa l'astinenza dalle carni ogni venerdì[76][68].
- Viene criticato il nuovo Codice di diritto canonico del 1983 introdotto da Giovanni Paolo II in confronto del Codice Piano Benedettino di Benedetto XV del 1917[77][78].
- L'ecumenismo con le altre religioni attraverso gli incontri interreligiosi viene reputato in contraddizione con l'enciclica di papa Pio XI Mortalium Animos e il primo comandamento[79][68].
- Viene criticata la consegna ai musulmani la bandiera della battaglia di Lepanto[39].
- Vengono criticati i nuovi concordati con gli stati rendendoli laici e non confessionali[80].
- Vengono criticate le nuove traduzioni post-conciliari delle Bibbie CEI e le relative note[81][82][83].
- Viene criticata l'introduzione facoltativa nel Rosario dei nuovi misteri luminosi o della luce, fatta nel 2002 da Giovanni Paolo II[84][85], le nuove litanie lauretane post-conciliari[86][87][88], il Padre nostro della nuova versione della scrittura biblica del 2008 e qualche anno dopo nella preghiera[89][90].
- Presso i sedevacantisti e sedeprivazionisti viene considerato quanto meno di efficacia dubbia, se non proprio invalido, il nuovo rito della consacrazione episcopale decretato da Paolo VI con la costituzione apostolica (Pontificalis Romani) del 18 giugno 1968 e di conseguenza anche l'ordine sacerdotale[91][92][93][94][95]; inoltre considerano «invalidi e nulli la maggior parte dei sacramenti amministrati con il rito di Paolo VI (si salvano, se correttamente amministrati, il battesimo e il matrimonio)»[96].
- Viene criticato il non aver condannato il comunismo al Concilio[68].
- Si avanzano sospetti che alcuni ecclesiastici collaborino con la massoneria, condannata e scomunicata dalla Chiesa cattolica[97][98][99].